# Цукада, Маки
Маки Цукада (яп. 塚田 真希; род. 5 января 1982, Симоцума, Ибараки, Япония) — японская дзюдоистка выступавшая в тяжёлой весовой категории свыше 78 кг. Олимпийская чемпионка игр 2004 года в Афинах в тяжёлой весовой категории и чемпионка мира 2007 года в абсолютном первенстве.

## Биография
Принимала участие в летних Олимпийских играх 2004 года в Афинах и завоевала золотую медаль в весовой категории свыше 78 кг победив в финале кубинскую дзюдоистку Дайму Бельтран.
В 2008 году на летних Олимпийских играх в Пекине завоевала серебряную медаль в весовой категории свыше 78 кг проиграв в финале китайской дзюдоистке Тун Вэнь.

## Выступления на Олимпиадах
| Олимпиада  | Дисциплина                 | Место   |
| ---------- | -------------------------- | ------- |
| Афины 2004 | дзюдо, женщины свыше 78 кг | 1 место |
| Пекин 2008 | дзюдо, женщины свыше 78 кг | 2 место |